# Nyírmada
Nyírmada är en mindre stad i provinsen Szabolcs-Szatmár-Bereg i östra Ungern. Staden har 4 630 invånare (2024), på en yta av 38,80 km². Den ligger cirka 37 kilometer nordost om Nyíregyháza.